# 満洲航空
満洲航空株式会社（まんしゅうこうくうかぶしきがいしゃ、Manchukuo National Airways）は、1931年9月26日に満洲国で創設された航空会社である。略称は満航（まんこう）。

## 沿革

### 満洲国建国とともに

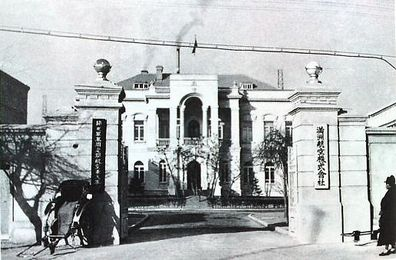
満洲航空の本社

関東軍からの満洲内を結ぶ軍用定期航空路の開設の働きかけを受け、日本航空輸送の満洲代表部が1931年に設立した「関東軍軍用定期航空事務所」を起源とする。満洲国の建国を経て、1932年9月に社名を「満洲航空株式会社」に変更し、満洲国と大日本帝国の合弁による航空会社として改めて創立された。

### 広範囲な業務

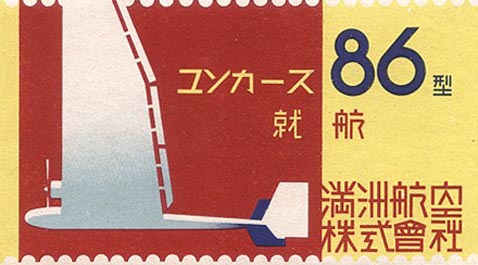
1937年頃に使用されていた荷物タグ

単なる営利目的の民間航空会社ではなく、民間旅客や貨物定期輸送と軍事定期輸送、郵便輸送、チャーター便の運航や航空測量調査、航空機整備から航空機製造まで広範囲な業務を行った。すなわち、航空輸送のほか航空機製造、修理、空中写真、測図など満洲国における航空または航空機関係の業務を独占的に経営し、鉄道建設警備連絡、資源調査、患者および物件輸送、空中写真撮影、商用連絡などに任じた。
なお、航空機製造などを担っていた航空工廠は、事業・設備を継承させる形で1938年7月に満洲飛行機製造へと発展している。

### 拡大と消滅
1936年（康徳3年）末時点の定期航路の総延長は9000キロメートル、このなかで政治経済の中心地はほとんど網羅した。資本金は385万円であったが、康徳3年10月800万円に増資。本店所在地は満洲国奉天商埠地五経路九緯路。株式は取締役の承認を得なければ譲渡または担保に供することができない。設備の処分は監督官庁の認可を要する。
その後の第二次世界大戦の勃発と、1941年12月の満洲国とイギリスやアメリカ合衆国などの連合国との開戦後も、満洲国内が戦禍に見舞われなかったため運航を続けた。
なお、1941年7月より満洲航空株式会社法制定により特殊法人となった。
1945年8月、満洲国へのソ連軍侵攻と日本の第二次世界大戦敗北によって満洲国は消滅し、これに伴い満洲航空も消滅した。

## 所有航空機

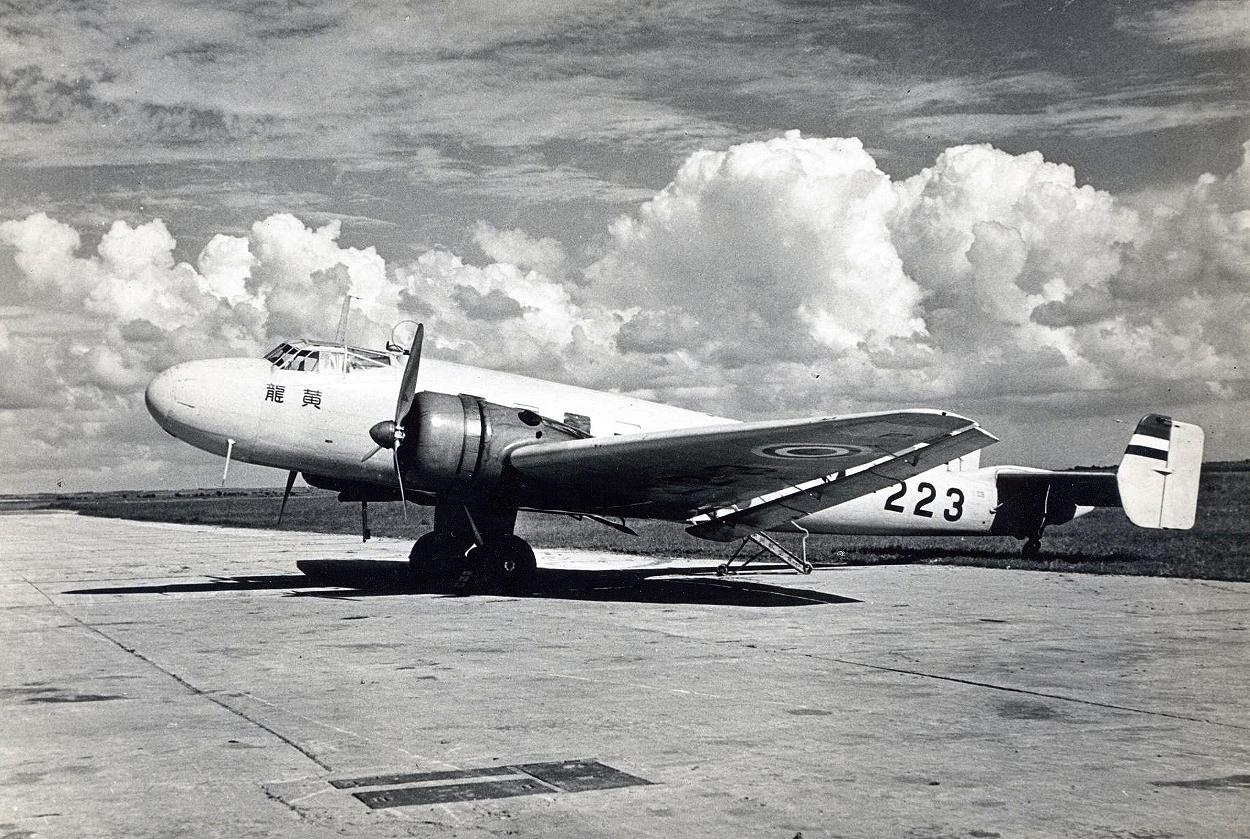
満洲航空のユンカースJu86

同盟国の日本製の機材だけでなく、日独防共協定を組むなど当時日本と同盟関係にあったドイツ製の機材やイギリス製の機材、アメリカ製の機材を導入していた。
これらは日本の航空会社から譲り受けただけでなく、新型機の開発のためのサンプルとして新たに購入したものもある一方で、航空輸送会社では珍しく、自社で開発から量産まで行なったMT-1のような機材もあった。
- 満洲航空 MT-1 - 自社の工場で開発、製造を行なった旅客機。
- 満洲航空 MT-2 - 自社設計・製造による軽旅客機。試作のみ。
- 三菱 MC-20
- 中島飛行機 AT-2
- 中島 LB型
- ユンカース Ju86
- ユンカース Ju160
- ハインケル He116
- メッサーシュミット Bf108B 「タイフーン」
- フォッカー スーパーユニバーサル - ライセンス生産も実施。
- デ・ハビランド プス・モス - ライセンス生産も実施。
- ロッキード スーパーエレクトラ

## 就航都市

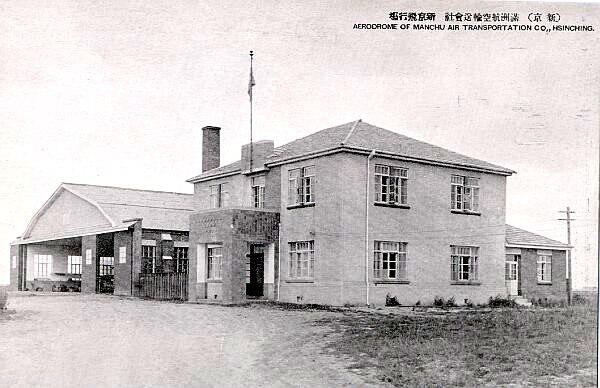
新京飛行場

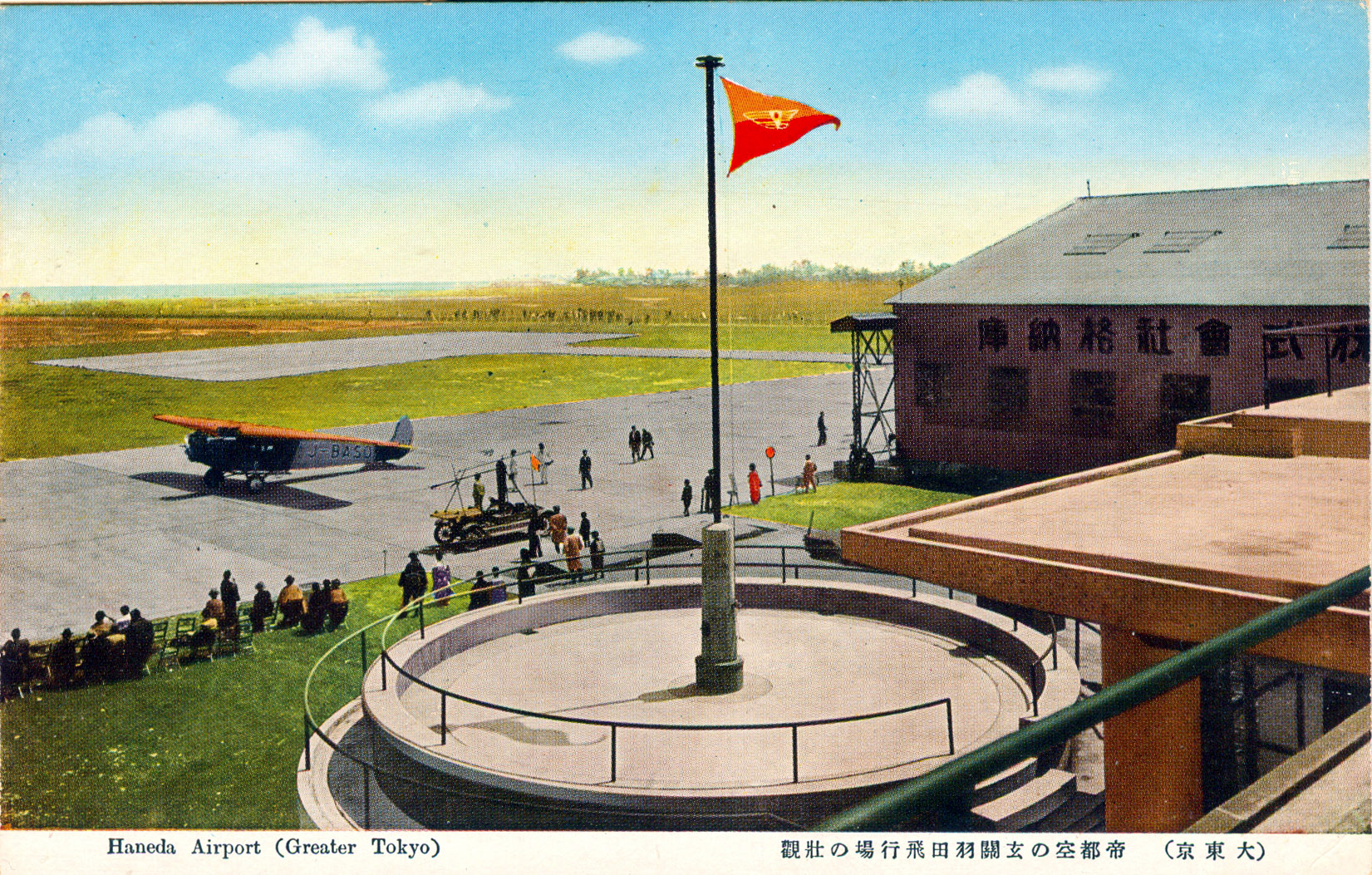
羽田飛行場

満洲国内のみならず、日本への国際定期便も運行していた。
- 満洲・中華民国
  - 新京
  - 奉天
  - 大連
  - 佳木斯
  - 天津
- 日本本土
  - 東京
  - 大阪
  - 福岡
- 朝鮮
  - 平壌
  - 蔚山

## 系列会社
- 国際航空株式会社 - 新京とドイツの首都・ベルリンとの間の長距離定期航空路線開設のため設立したが、営業を行うことなく1年余りで解散した。